# Northwest-Airlines-Flug 6427
Northwest-Airlines-Flug 6427 (Flugnummer: NW6427, Funkrufzeichen NORTHWEST 6427) war ein Frachtflug der Northwest Airlines vom Flughafen Minneapolis zum Flughafen Tokio-Haneda mit planmäßigen Zwischenstopps auf dem Edmonton Municipal Airport und dem Merrill Field bei Anchorage. Der Flug wurde am 27. Oktober 1948 durchgeführt, dabei verunfallte die Douglas C-54A-15-DC (DC-4) N88785 55 km nördlich von Edmonton, Alberta. Bei dem Unfall, der sich nach einem fahrlässigerweise in zu geringer Höhe simulierten Triebwerksausfall ereignete, kamen von den fünf Insassen der Flugkapitän und der Erste Offizier ums Leben.

## Flugzeug
Bei der Maschine handelte es sich um eine 1942 gebaute Douglas C-54A-15-DC (DC-4) mit der Werknummer 10406 und der Modellseriennummer DC137. Die Maschine wurde zunächst als Militärflugzeug gefertigt und mit dem militärischen Luftfahrzeugkennzeichen 42-7301 an die United States Army Air Forces (USAAF) ausgeliefert. Nach ihrem Dienstende beim Militär wurde die Maschine in eine zivile DC-4 umgebaut und 1946 an Northwest Airlines verkauft, bei welcher sie mit dem Luftfahrzeugkennzeichen NC88785 und der Flottennummer 427 in Betrieb ging. Das viermotorige Langstreckenflugzeug war mit vier Sternmotoren des Typs Pratt & Whitney R-2000-2SD-13G Twin Wasp ausgestattet.

## Insassen
An Bord der Maschine befand sich lediglich eine fünfköpfige Besatzung, bestehend aus dem Flugkapitän Benjamin W. Christian,
dem Ersten Offizier Harry C. Upham, dem Flugingenieur Henry Kryzak, dem Navigator Harold N. Learned und dem Bordfunker Nicholas Tangredi. Der Flugkapitän verfügte über 8.114 Stunden Flugerfahrung, wovon 1.669 auf die Douglas DC-4 entfielen. Der Erste Offizier hatte von seinen 2.406 Stunden Flugerfahrung 406 Stunden im Cockpit der Douglas DC-4 abgeleistet.

## Unfallhergang
Die für einen Frachtflug nach Tokio vorgesehene Maschine hob um 10:02 Uhr in Minneapolis ab und landete um 15:30 Uhr in Edmonton. Der Erste Offizier Upham führte den Start vom Flughafen Edmonton aus, welcher um 16:32 Uhr erfolgte. Der Flug sollte gemäß dem Flugplan im Instrumentenflug durchgeführt werden.
Kurz nach dem Abheben fuhr der Flugkapitän die Leistung des Triebwerks Nr. 1 (links außen) herunter und brachte den Propeller in die Segelstellung. Er simulierte auf diese Weise einen Triebwerksausfall beim Start in der Absicht, den Ersten Offizier hinsichtlich Notfallverfahren zu schulen. Die Maschine stieg nur sehr langsam und drehte leicht nach links ab. Die DC-4 überflog das Stadtzentrum von Anchorage in einer Höhe von 400 bis 500 Fuß, dann wurde mit ihr eine 180-Grad-Kurve nach rechts geflogen, um Kurs auf Anchorage zu nehmen. Damit überflog die Maschine erneut das Stadtzentrum und Kapitän Christian brachte den Propeller aus der Segelstellung. Die Leistung des Triebwerks Nr. 1 wurde wieder hochgefahren und die Maschine fing an zu steigen.
Um 16:45 Uhr meldeten die Piloten das Erreichen einer Flughöhe von 7.000 Fuß, wobei sich die Maschine de facto in 3.000 Fuß Höhe und damit nur 700 Fuß (213 Meter) über Grund befand. Kapitän Christian stellte daraufhin die beiden linken Triebwerke ab, brachte die Propeller erneut in die Segelstellung und begann dem Ersten Offizier Anweisungen hinsichtlich Notfallverfahren zu erteilen. Kurz darauf stellten die Piloten fest, dass die Maschine sich in gefährlich niedriger Höhe befand und sich unterhalb der Maschine ansteigendes, bewaldetes Gelände erstreckte. Den Piloten wurde bewusst, dass sich die Situation rasch zu einem tatsächlichen Notfall entwickelte. Der Kapitän übernahm die Kontrolle und begann, die beiden Triebwerke wieder hochzufahren. Bevor ausreichend Schub wiederhergestellt werden konnte, begann die Maschine Baumkronen zu streifen, stürzte um 16:50 Uhr einige Hundert Fuß weiter zu Boden und geriet in Brand. Von den fünf Insassen kamen infolge des Unfalls der Flugkapitän und der Erste Offizier ums Leben, die verbliebenen Besatzungsmitglieder wurden schwer verletzt. Die Maschine wurde durch die Aufprallkräfte und den Brand völlig zerstört.

## Ursache
Das Civil Aeronautics Board übernahm nach dem Unfall die Ermittlungen zur Unfallursache; der Abschlussbericht wurde am 7. Juli 1949 veröffentlicht. Die Ermittler konnten keine mechanischen Ausfälle an den Triebwerken feststellen und die überlebenden Besatzungsmitglieder bestätigten den Ermittlern, dass die einzige Irregularität während des Fluges in dem Herunterfahren der Triebwerke zu Übungszwecken bestanden hatte. Northwest Airlines bestätigte, dass dieser Flug, obwohl es sich um einen Charterflug gehandelt hatte, unter denselben Bedingungen durchgeführt werden sollte wie Linienflüge der Fluggesellschaft entlang derselben Route. Zu keinem Zeitpunkt habe die Fluggesellschaft das Einüben von Notfallverfahren in einer derart gefährlich niedrigen Flughöhe genehmigt, ebenso wenig ein Verstellen der Propeller in die Segelstellung unmittelbar nach dem Start. Die Ermittler gaben letztlich als Unfallursache die Durchführung von simulierten Triebwerksausfällen in gefährlich niedriger Höhe an. Solche seien lediglich auf Pilotenzertifizierungs- und Trainingsflügen erlaubt gewesen.